# Тарасовка (Волновахский район)
Тарасовка (укр. Тарасівка) — село на Украине, находится в Волновахском районе  Донецкой области.
Код КОАТУУ — 1421586403. Население по переписи 2001 года составляет 13 человек. Почтовый индекс — 85773. Телефонный код — 6244.

## Адрес местного совета
85773, Донецкая область, Волновахский р-н, с. Прохоровка, ул.Ленина, 55